# Radball-Weltcup 2015
Der Radball-Weltcup 2015 war die 14. Austragung des von der UCI veranstalteten Radball-Weltcups. Die Turnier-Serie begann am 16. Mai 2015 und endete am 5. Dezember 2015 anlässlich des Weltcup-Finales in Mosnang.
Für den Weltcup qualifizieren sich je drei Teams aus den vier besten Nationen der letzten Weltmeisterschaft und je zwei Teams aus den beiden Nationen auf Rang fünf und sechs. Aus allen weiteren Ländern ist maximal ein Team teilnahmeberechtigt. Hinzu kommen jedoch noch die Teams, welche mit einer Wildcard des Veranstalters teilnehmen können.
Sieger wurde das Team Radsport Altdorf aus der Schweiz mit Roman Schneider und Dominik Planzer vor dem Vorjahressieger RC Höchst 1 aus Österreich und dem amtierenden deutschen Meister RV Gärtringen aus Deutschland.

## Turnier-Übersicht
| Turnier    | Austragungsort | Datum              | Gewinner    | Zweiter        | Dritter       |
| ---------- | -------------- | ------------------ | ----------- | -------------- | ------------- |
| 1. Turnier | Plzeň          | 16. Mai 2015       | RC Höchst 2 | RVS Obernfeld  | Favorit Brünn |
| 2. Turnier | Denkendorf     | 6. Juni 2015       | RC Höchst 1 | RC Höchst 2    | RV Gärtringen |
| 3. Turnier | Tokyo          | 5. Juli 2015       | SC Svitavka | RSC Schiefbahn | RSV Osaka     |
| 4. Turnier | Altdorf        | 29. August 2015    | RC Höchst 2 | RS Altdorf     | RV Gärtringen |
| 5. Turnier | Svitávka       | 5. September 2015  | RC Höchst 1 | RMC Stein      | RC Winterthur |
| 6. Turnier | Krofdorf       | 16. September 2015 | RS Altdorf  | RV Gärtringen  | RVS Obernfeld |
| 7. Turnier | St. Gallen     | 10. Oktober 2015   | RMC Stein   | RS Altdorf     | RVS Obernfeld |
| 8. Turnier | Höchst         | 24. Oktober 2014   | RC Höchst 1 | RV Gärtringen  | RS Altdorf    |
| Finale     | Mosnang        | 5. Dezember 2015   | RS Altdorf  | RC Höchst 1    | RV Gärtringen |

## Punktestand
Für jedes Weltcupturnier werden Weltcuppunkte vergeben. Nach allen acht Turnieren werden die Punkte für jedes Team addiert und die acht Teams mit den meisten Punkten gelangen in den Final. Ebenfalls im Final spielte ein Team aus Asien und das Heimteam (Wildcard) des Veranstalters.
| Rang   | 1  | 2  | 3  | 4  | 5  | 6  | 7  | 8  | 9  | 10 |
| Punkte | 50 | 45 | 40 | 35 | 30 | 25 | 20 | 18 | 16 | 14 |

Der Punktestand entscheidet nur darüber, welche Teams in den Final gelangen. Im Finale hatten jedoch alle Teams wieder die genau gleichen Chancen zu Gewinnen.
Die mit  gelb  hinterlegten Teams sind qualifiziert für den Final. Rechts sind die Ränge bei den einzelnen Turnieren dargestellt. Hier sind nur die ersten 20 Teams aufgelistet, von gesamthaft 36 teilnehmenden Teams.
| Rang | Team                 | Spieler           | Spieler             | Punkte | Starts | Plzeň          | Denkendorf     | Tokyo          | Altdorf        | Svitavka       | Krofdorf       | St. Gallen     | Höchst         |
| ---- | -------------------- | ----------------- | ------------------- | ------ | ------ | -------------- | -------------- | -------------- | -------------- | -------------- | -------------- | -------------- | -------------- |
| 1    | RC Höchst 1          | Patrick Schnetzer | Markus Bröll        | 180    | 4      | –              | Goldmedaille   | –              | –              | Goldmedaille   | –              | 5              | Goldmedaille   |
| 2    | RS Altdorf           | Roman Schneider   | Dominik Planzer     | 180    | 4      | –              | –              | –              | Silbermedaille | –              | Goldmedaille   | Silbermedaille | Bronzemedaille |
| 3    | RC Höchst 2          | Simon König       | Florian Fischer     | 175    | 4      | Goldmedaille   | Silbermedaille | –              | Goldmedaille   | –              | –              | –              | 5              |
| 4    | RV Gärtringen        | Uwe Berner        | Matthias König      | 170    | 4      | –              | Bronzemedaille | –              | Bronzemedaille | –              | Silbermedaille | –              | Silbermedaille |
| 5    | RMC Stein            | Bernd Mlady       | Gerhard Mlady       | 165    | 4      | 4              | –              | –              | –              | Silbermedaille | –              | Goldmedaille   | 4              |
| 6    | RVS Obernfeld        | Manuel Kopp       | Andre Kopp          | 160    | 4      | Silbermedaille | 4              | –              | –              | –              | Bronzemedaille | Bronzemedaille | –              |
| 7    | Favorit Brünn        | Pavel Smid        | Petr Skotak         | 130    | 4      | Bronzemedaille | –              | –              | 7              | 4              | 4              | –              | –              |
| 8    | SC Svitavka 1        | Jiří Hrdlička     | Pavel Loskot        | 125    | 4      | 7              | –              | Goldmedaille   | –              | 5              | –              | 6              | –              |
| 9    | RC Winterthur        | Marcel Waldispühl | Peter Jiricek       | 120    | 4      | –              | 7              | –              | 4              | Bronzemedaille | –              | –              | 6              |
| 10   | RMV Pfungen          | Severin Waibel    | Benjamin Waibel     | 110    | 4      | 6              | 6              | –              | –              | 6              | –              | 4              | –              |
| 11   | RV Dornbirn          | Martin Lingg      | Jürgen Türtscher    | 96     | 4      | 5              | –              | –              | 5              | –              | 9              | 7              | –              |
| 12   | SNA Gent             | Christoph Baudu   | Peter Martens       | 86     | 4      | –              | –              | 6              | 8              | 6              | 8              | –              | –              |
| 13   | VCE Dorlisheim 1     | Benjamin Meyer    | Quentin Seyfried    | 72     | 4      | –              | 9              | –              | 9              | 7              | –              | –              | 7              |
| 14   | HZG Beringen         | Brecht Damen      | Nils Dirikx         | 50     | 3      | 8              | –              | –              | –              | –              | 8              | –              | 10             |
| 15   | RSC Schiefbahn       | Marius Hermanns   | Sven Holland-Moritz | 45     | 1      | –              | –              | Silbermedaille | –              | –              | –              | –              | –              |
| 16   | RSV Osaka            | Yusuke Murakami   | Koji Okajima        | 40     | 1      | –              | –              | Bronzemedaille | –              | –              | –              | –              | –              |
| 17   | TJ Sokol Zlin 1      | Martin Struhar    | Jan Krejci          | 38     | 2      | –              | –              | –              | –              | –              | 7              | –              | 8              |
| 18   | TJ Sokol Zlin 2      | Ludvik Pisek      | Jiri Landt          | 36     | 2      | –              | 8              | –              | 8              | –              | –              | –              | –              |
| 19   | Star Bicycle Osaka 1 | Katsuya Tanaka    | Masaya Minohara     | 35     | 1      | –              | –              | 4              | –              | –              | –              | –              | –              |
| 20   | Kuramae              | Yosuke Fujita     | Munehiro Tokikura   | 30     | 1      | –              | –              | 5              | –              | –              | –              | –              | –              |

## Weltcup-Finale
Die zehn Teams werden in zwei 5er-Gruppen unterteilt. Innerhalb einer Gruppe spielt dann Jeder gegen Jeden einmal. Danach spielen die Fünftplatzierten der beiden Gruppen um Rang 9 und 10, die beiden Viertplatzierten um Rang 7 und 8 und die beiden Drittplatzierten um Rang 5 und 6. Die Sieger der beiden Gruppen spielen im Halbfinale gegen den Zweitplatzierten der anderen Gruppe um einen Finalplatz. Die Verlierer der beiden Halbfinale spielen um Rang 3 und 4 und die beiden Gewinner um den Gesamtweltcup-Sieg.

### Vorrunde

#### Gruppe 1
| Rang | Team             | GÄR    | HÖ1    | OBE   | MOS   | SVI    | S | U | N | Tore  | Punkte |
| ---- | ---------------- | ------ | ------ | ----- | ----- | ------ | - | - | - | ----- | ------ |
| 1    | RV Gärtringen    |        | 3 : 2  | 4 : 4 | 5 : 1 | 10 : 6 | 3 | 1 | 0 | 22:13 | 10     |
| 2    | RC Höchst 1      | 2 : 3  |        | 3 : 0 | 8 : 2 | 11 : 4 | 3 | 0 | 1 | 24:9  | 9      |
| 3    | RV Obernfeld     | 4 : 4  | 0 : 3  |       | 5 : 4 | 4 : 2  | 2 | 1 | 1 | 13:13 | 7      |
| 4    | RMV Mosnang (WC) | 1 : 5  | 2 : 8  | 4 : 5 |       | 6 : 4  | 1 | 0 | 3 | 13:22 | 3      |
| 5    | SC Svitavka      | 6 : 10 | 4 : 11 | 2 : 4 | 4 : 6 |        | 0 | 0 | 4 | 16:31 | 0      |

#### Gruppe 2
| Rang | Team          | STE   | ALT   | HÖ2    | FAV   | OSA    | S | U | N | Tore  | Punkte |
| ---- | ------------- | ----- | ----- | ------ | ----- | ------ | - | - | - | ----- | ------ |
| 1    | RMC Stein     |       | 5 : 3 | 4 : 3  | 6 : 5 | 7 : 3  | 4 | 0 | 0 | 22:14 | 12     |
| 2    | RS Altdorf    | 3 : 5 |       | 4 : 3  | 7 : 5 | 9 : 1  | 3 | 0 | 1 | 23:14 | 9      |
| 3    | RC Höchst 2   | 3 : 4 | 3 : 4 |        | 4 : 4 | 12 : 0 | 1 | 1 | 2 | 22:12 | 4      |
| 4    | Favorit Brünn | 5 : 6 | 5 : 7 | 4 : 4  |       | 8 : 2  | 1 | 1 | 2 | 22:19 | 4      |
| 5    | RSV Osaka     | 3 : 7 | 1 : 9 | 0 : 12 | 2 : 8 |        | 0 | 0 | 4 | 6:36  | 0      |

4-Meter-Schießen um Platz 3: RC Höchst 2 – Favorit Brünn 2 : 1

### Finalrunde
| 1. Halbfinale           |   |               |                      |
| RV Gärtringen           | – | RS Altdorf    | 5 : 7                |
| 2. Halbfinale           |   |               |                      |
| RMC Stein               | – | RC Höchst 1   | 6 : 6 (9 : 10 n. P.) |
| Spiel um Platz 9 und 10 |   |               |                      |
| SC Svitavka             | – | RSV Osaka     | 8 : 3                |
| Spiel um Platz 7 und 8  |   |               |                      |
| RMV Mosnang             | – | Favorit Brünn | 6 : 3                |
| Spiel um Platz 5 und 6  |   |               |                      |
| RV Obernfeld            | – | RC Höchst 2   | 0 : 1                |
| Spiel um Platz 3 und 4  |   |               |                      |
| RV Gärtringen           | – | RMC Stein     | 9 : 4                |
| FINALE                  |   |               |                      |
| RS Altdorf              | – | RC Höchst 1   | 6 : 5                |

### Endstand
| Rang           | Team          | Spieler           | Spieler             |
| -------------- | ------------- | ----------------- | ------------------- |
| Goldmedaille   | RS Altdorf    | Roman Schneider   | Dominik Planzer     |
| Silbermedaille | RC Höchst 1   | Patrick Schnetzer | Markus Bröll        |
| Bronzemedaille | RV Gärtringen | Uwe Berner        | Matthias König      |
| 4              | RMC Stein     | Gerhard Mlady     | Bernd Mlady         |
| 5              | RC Höchst 2   | Simon König       | Florian Fischer     |
| 6              | RV Obernfeld  | Manuel Kopp       | Andre Kopp          |
| 7              | RMV Mosnang   | Timo Reichen      | Lukas Schönenberger |
| 8              | Favorit Brünn | Pavel Smid        | Petr Skotak         |
| 9              | SC Svitavka   | Jiri Hrdlicka     | Pavel Loskot        |
| 10             | RSV Osaka     | Yusuke Murakami   | Koji Okajima        |